# Oubliés de l'île Saint-Paul
Les oubliés de l'île Saint-Paul sont un groupe de six hommes et une femme enceinte qui furent abandonnés en 1930 sur l'île Saint-Paul, dans le sud de l'Océan Indien, alors qu'ils étaient chargés par la société « La Langouste française » de garder l'île et ses installations entre deux saisons de pêche à la langouste.

## Histoire

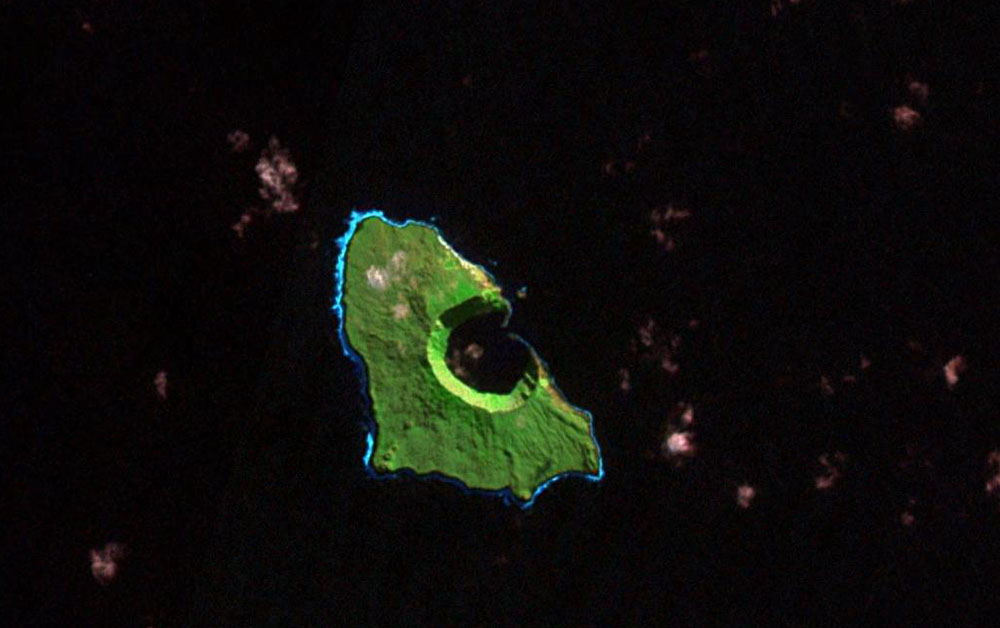
L'île Saint-Paul photographiée par le satellite Landsat 7.

Début octobre 1929, la société « La Langouste française », propriété des Frères Bossière, armateurs du Havre, débarque sur l'île Saint-Paul une trentaine d'Européens embauchés à Concarneau et sa région proche, pour effectuer une campagne de pêche à la langouste pendant la saison d'été, s'étendant du mois de novembre au mois de mars. L'île Saint Paul avait gagné une récente réputation d'eldorado de la pêche à la langouste.
À la fin de cette campagne, le navire Austral, appartenant à la société, vint faire la relève du personnel pour le ramener en France. Il leva l'ancre au début du mois de mars 1930, laissant sur l'île (pour assurer la garde et la conservation du matériel pendant l'hiver austral), sept personnes : Julien Le Huludut (de Concarneau), Victor et Louise Le Brunou (enceinte, tous deux de Concarneau), Pierre Quillivic (de Plouhinec), Louis Herlédan (de Riec-sur-Belon), Manuel Puloch (de Trégunc) et François Ramamonzi (un jeune Malgache).
L'administrateur de la société, Alfred Caillé, leur avait promis, en leur demandant de rester sur l'île pendant l'hiver, de leur envoyer un bateau ravitailleur dans les deux ou trois mois qui suivaient le départ de l'Austral. Il n'en fit rien. Louise Le Brunou accoucha fin mars d'une petite fille qu'ils appelèrent Paule du nom de l'île. Malheureusement, la petite ne vécut que deux mois. Une caisse de conserves fit fonction de cercueil. 
Puis faute de vivres frais et par excès de consommation de conserves (bœuf en gelée) plus ou moins avariées, les gardiens commencèrent à être atteints d'un mal qu'ils finirent par identifier, grâce au livre de médecine qui leur avait été laissé, comme étant le scorbut. Louis Herlédan raconte : « Jambes gonflées, pleine de liquide jaunâtre, que nous essayons d'éliminer par incision ». Le premier à être emporté par la maladie fut Manuel Puloch le 30 juillet, suivi de François Ramamonzi et Victor Le Brunou. Pierre Quillivic, quant à lui, quitta l'île sur un canot, par une mer démontée : les survivants ne le revirent jamais.
Lorsque le bateau Île Saint-Paul accosta enfin sur l'île neuf mois plus tard, en décembre 1930, seuls trois des sept gardiens avaient survécu : Julien Le Huludut, Louise Le Brunou et Louis Herlédan. Louise refusa de repartir avec le bateau retour, car il était impossible de transporter la dépouille de son défunt mari.
S'ensuivit en France un procès intenté par les victimes et leurs familles, qui dura du 24 juillet 1931 (date du dépôt de plainte) au 19 avril 1937 (date du jugement en appel). La cause des oubliés de Saint-Paul fut défendue par César Campinchi (futur ministre de la Marine) jusqu'en 1936. La défense de « La Langouste française » était confiée à Alcide Delmont, sous-secrétaire d'État aux Colonies du 3 novembre 1929 au 21 février 1930 et du 2 mars au 30 décembre 1930.
La société « La Langouste française » fut reconnue coupable en avril 1935, et condamnée à verser différentes indemnités aux victimes et aux familles, mais elle fit appel de la décision. Le 8 avril 1937, le jugement en appel confirma la responsabilité de la société, mais à la suite de sa mise en faillite, les victimes ne reçurent finalement aucune indemnisation.

## Hommages

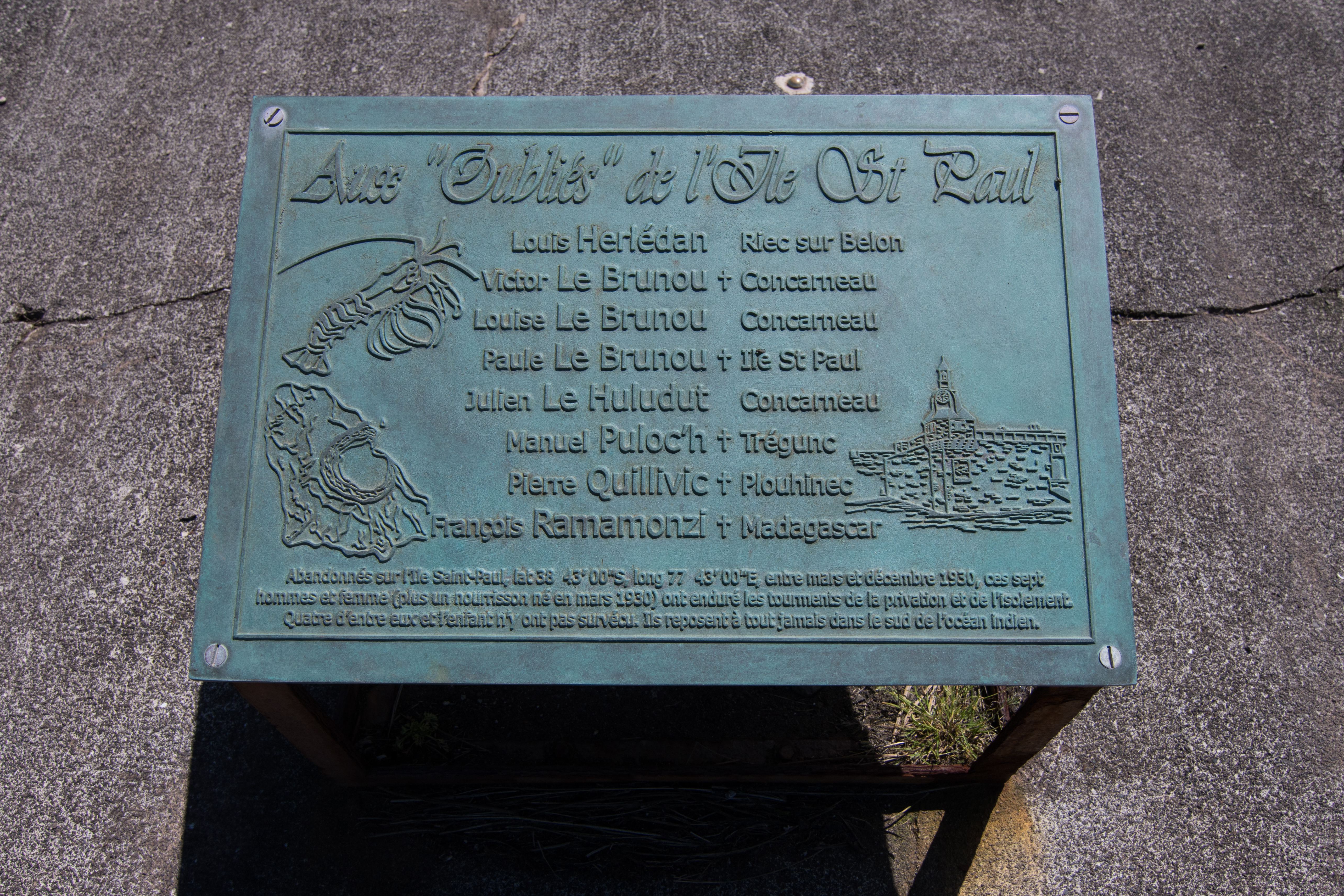
Plaque commémorative à l'île de Saint-Paul.

Une association « Faire vivre le souvenir des oubliés de l'île Saint-Paul » perpétue le souvenir des oubliés de Saint-Paul.
L'histoire est évoquée dans la BD Voyage aux îles de la désolation d'Emmanuel Lepage publiée en 2011  (ISBN 978-2-7548-0424-0).
Deux plaques commémoratives ont été apposées en 2015, une sur l'île de Saint-Paul et une à Concarneau, où un square porte le nom de « square des oubliés de Saint-Paul ».
En 2015 également, un timbre postal a été émis,.
Un documentaire, Le troisième monde de Robert Genoud évoque les TAAF et l'histoire des oubliés de Saint-Paul.